# Cité de Cardiff (1974-1996)
Pour les articles homonymes, voir Cité de Cardiff.
La cité de Cardiff (city of Cardiff en anglais) est une ancienne zone de gouvernement local de deuxième niveau du pays de Galles.
Créée au 1er avril 1974 au sein du comté du South Glamorgan par le Local Government Act 1972, elle est abolie le 31 mars 1996 en vertu du Local Government (Wales) Act 1994. Avec une partie du borough de Taff-Ely, son territoire est constitutif du comté de Cardiff, institué à partir du 1er avril 1996.

## Géographie
Le territoire de la cité relève du borough de comté de Cardiff ainsi que des comtés administratifs du Glamorgan et du Monmouthshire. Au 1er avril 1974, elle constitue, avec le district du Vale of Glamorgan, le comté du South Glamorgan, zone de gouvernement local de premier niveau créée par le Local Government Act 1972,.
Alors que la cité admet 265 166 habitants au recensement de 1981, 263 959 résidents sont comptabilisés lors du recensement de 1991. La superficie du territoire de la cité est évaluée à 29 633 acres en 1978,,.

## Toponymie
Simplement défini par un ensemble de territoires par le Local Government Act 1972, le district prend le nom officiel de Cardiff en vertu du Districts in Wales (Names) Order 1973, un décret en Conseil du 8 janvier 1973 pris par le secrétaire d’État pour le Pays de Galles,.
Ainsi, la cité tient son appellation de la ville de Cardiff, capitale du pays de Galles.

## Histoire
Le district de Cardiff est érigé au 1er avril 1974 à partir des territoires suivants, :
- le borough de comté de Cardiff ;
- le district rural de Cardiff, pour partie (paroisses de Lisvane, de Llanedeyrn, de Radyr, de St. Fagans et de Tongwynlais) ;
- et le district rural de Magor and St. Mellons, pour partie (paroisse de St. Mellons).

Alors que la notion de borough de comté est abolie par le Local Government Act 1972, le statut de borough est conféré au nouveau district par un décret en Conseil du 12 décembre 1973, avec une entrée en vigueur au 1er avril 1974. Aussi, Élisabeth II concède au nouveau district le statut de cité par lettres patentes du 1er avril 1974 publiées à la London Gazette du 4 avril. Dès lors, il est permis à la zone de gouvernement local de s’intituler « cité de Cardiff » (city of Cardiff en anglais) tandis que son assemblée délibérante prend le nom de « conseil de cité de Cardiff » (Cardiff City Council en anglais) au sens de la section 21 du Local Government Act 1972,,.
Un décret en Conseil daté du 26 janvier 1994 altère les limites du territoire de la cité : le Cardiff and Vale of Glamorgan (Areas) Order 1994, qui transfère des territoires entre la cité et le borough du Vale of Glamorgan. Il entre en vigueur au 1er avril 1994. Elle est abolie au 31 mars 1996 par le Local Government (Wales) Act 1994, son territoire relevant désormais du comté de Cardiff au sens de la loi,.